# Colt Open Top Pocket
Кишеньковий револьвер Colt Open Top одиночної дії представлений компанією Colt's Patent Fire Arms Manufacturing Company в 1871 році. Представлений за рік до револьвера Colt Open Top (модель 1872) та за два роки до револьверів Colt Peacemaker і Colt New Line (обидва представлені в 1873 році), кишеньковий револьвер Colt Open Top було представлено разом з револьвером Colt House. Він став одним з двох перших казнозарядних револьверів під унітарний набій, які розробили в компанії Кольта. Крім того він став одним з перших кишенькових револьверів під унітарний набій, який розробила ця компанія.

## Історія та розробка
Після закінчення дії патенту Ролліна Вайта на унітарні металеві набої (1870) компанія Colt's Patent Fire Arms Manufacturing Company почала власні розробки револьверів під унітарний металевий набій (перед цим Кольт займався переробкою револьверів за схемою Річардса-Месона). Кольт представив перші казеннозарядні револьвери в 1871 році: Colt House/Cloverleaf та кишенькового револьвера моделі Colt Open Top.
У 1870-х на збройному ринку з'явилась велика кількість дешевих підробок під револьвер .22 калібру «Smith & Wesson Model One», які продавали по 2 долари. Президент компанії Кольт Річард Джарвіс вирішив, що вони не будуть конкурувати з підробками. Кишеньковий Open Top коштував $8.
Рамка була латунною, а інколи срібною або нікельованою. Ствол та барабан був блакитним або нікельованим. Палісандрові або горіхові руків'я мали форму пташиної голови для зручної стрільби.
Заряджання відбувалося через жолобок у рамці, а у перших моделях до 1874 було вбудовано ежекторний стрижень. Після стрільби стрілець повинен був виймати барабан для екстракції порожніх гільз.
Дешеві іспанські та бельгійські версії таких револьверів зменшили потребу в них, а тому в 1877 році Кольт припинив виробництво.

## Калібри
Кишенькова модель Open Top мала калібр .22 Short та .22 Long, обидва мали чорний порох у якості метального заряду. Він мав 7-зарядний не рифлений барабан і два ствола різної довжини: 2-3/8″ та 2-7/8″.
ПРИМІТКА: під великим питанням можливість безпечного використання сучасних набоїв .22 калібру у такій старій зброї.